# Serie A (2009/2010)
Serie A 2009/2010 – 108. edycja najwyższej w hierarchii klasy mistrzostw Włoch w piłce nożnej, organizowanych przez Lega Nazionale. Sezon rozpoczął się 22 sierpnia 2009 o godzinie 18:00 meczem Bologny z Fiorentiną (1:1), a zakończył się 16 maja 2010. Terminarz został ustalony 29 lipca 2009, a transmisję na żywo pokazywała wówczas stacja telewizyjna Rai Due.
Tytuł mistrzowski obronił Inter Mediolan, który pierwsze miejsce w tabeli zapewnił sobie w ostatniej kolejce. Wicemistrzem kraju zostali piłkarze Romy. Do Serie B spadły Atalanta, Siena i Livorno. Królem strzelców rozgrywek został kapitan Udinese – Antonio Di Natale – strzelec 29 bramek.

## Organizacja
Liczba uczestników pozostała bez zmian (20 drużyn). Bari, Parma oraz zwycięzca baraży Livorno awansowali z Serie B. Rozgrywki składały się z meczów, które odbyły się systemem kołowym u siebie i na wyjeździe, w sumie 38 rund: 3 punkty przyznano za zwycięstwo i po jednym punkcie w przypadku remisu. W przypadku równości punktów wyżej została sklasyfikowana drużyna, która uzyskała większą liczbę punktów i różnicę bramek zdobytych w meczach bezpośrednich (więcej goli), a jeśli nadal była sytuacja nierozstrzygnięta, to większa liczba punktów i różnica bramek zdobytych w końcowej klasyfikacji. Zwycięzca rozgrywek ligowych otrzymywał tytuł mistrza Włoch. Trzy ostatnie drużyny spadało bezpośrednio do Serie B.
20 klubów reprezentowało 12 różnych regionów. Najliczniej reprezentowane były 2 regiony: Lombardia, skąd pochodziły Atalanta, Inter Mediolan i Milan oraz Toskania, gdzie swoje siedziby mają Fiorentina, Livorno i Siena. Regiony Emilia-Romania, Liguria, Lacjum i Sycylia były reprezentowane przez 2 drużyny, natomiast Friuli-Wenecja Julijska, Kampania, Wenecja Euganejska, Apulia, Sardynia i Piemont liczyły po 1 zespole.
Wszystkie mecze w sezonie rozgrywane były nową piłką Nike T90 Ascente. W poprzednich rozgrywkach używano piłek T90 Omni.

## Drużyny
| Uczestnicy poprzedniej edycji                                                                                 | Uczestnicy poprzedniej edycji | Uczestnicy poprzedniej edycji | Uczestnicy poprzedniej edycji |
| --- | ----------------------------- | ----------------------------- | ----------------------------- |
| INT | Inter Mediolan                | 1                             |                               |
| JUV | Juventus                      | 2                             |                               |
| MIL | Milan                         | 3                             |                               |
| FIO | Fiorentina                    | 4                             |                               |
| GEN | Genoa                         | 5                             |                               |
| ROM | Roma                          | 6                             |                               |
| UDI | Udinese                       | 7                             |                               |
| PAL | Palermo                       | 8                             |                               |
| CAG | Cagliari                      | 9                             |                               |
| LAZ | Lazio                         | 10                            |                               |
| ATA | Atalanta                      | 11                            |                               |
| NAP | Napoli                        | 12                            |                               |
| SAM | Sampdoria                     | 13                            |                               |
| SIE | Siena                         | 14                            |                               |
| CTN | Catania                       | 15                            |                               |
| CHV | Chievo Verona                 | 16                            |                               |
| BOL | Bologna                       | 17                            |                               |
| Spadek z Serie A (2008/2009)                                                                                  |                               |                               |                               |
| TOR | Torino                        | 18                            |                               |
| REG | Reggina                       | 19                            |                               |
| LCE | Lecce                         | 20                            |                               |
| Awans z Serie B (2008/2009)                                                                                   |                               |                               |                               |
| BAR | Bari                          | 1                             |                               |
| PAR | Parma                         | 2                             |                               |
| po barażach                                                                                                   |                               |                               |                               |
| LIV | Livorno                       | 3                             |                               |
| Oznaczenia: - kolumna pierwsza – skróty nazw drużyn, - kolumna trzecia – miejsce zajęte w poprzednim sezonie. |                               |                               |                               |

## Stadiony
|  | Miasto    | Stadion                           | Klub                  | Pojemność | Zdjęcie |
|  | --------- | --------------------------------- | --------------------- | --------- | ------- |
|  | Mediolan  | Stadio Giuseppe Meazza (San Siro) | Inter Mediolan, Milan | 80 074    |         |
|  | Rzym      | Stadio Olimpico                   | Roma, Lazio           | 72 698    |         |
|  | Neapol    | Stadio San Paolo                  | Napoli                | 60 240    |         |
|  | Bari      | Stadio San Nicola                 | Bari                  | 58 270    |         |
|  | Florencja | Stadio Artemio Franchi            | Fiorentina            | 47 282    |         |
|  | Udine     | Stadio Friuli                     | Udinese               | 41 652    |         |
|  | Bolonia   | Stadio Renato Dall'Ara            | Bologna               | 39 444    |         |
|  | Werona    | Stadio Marc’Antonio Bentegodi     | Chievo Verona         | 39 211    |         |
|  | Palermo   | Stadio Renzo Barbera              | Palermo               | 37 242    |         |
|  | Genua     | Stadio Luigi Ferraris             | Genoa, Sampdoria,     | 36 685    |         |
|  | Turyn     | Stadio Olimpico di Torino         | Juventus              | 27 994    |         |
|  | Parma     | Stadio Ennio Tardini              | Parma                 | 27 906    |         |
|  | Bergamo   | Stadio Atleti Azzurri d’Italia    | Atalanta              | 26 393    |         |
|  | Cagliari  | Stadio Sant’Elia                  | Cagliari              | 23 486    |         |
|  | Katania   | Stadio Angelo Massimino           | Catania               | 23 420    |         |
|  | Livorno   | Stadio Armando Picchi             | Livorno               | 19 238    |         |
|  | Siena     | Stadio Artemio Franchi            | Siena                 | 15 373    |         |

## Prezydenci, trenerzy, kapitanowie i sponsorzy
| Zespół | Prezydent                  | Trener               | Kapitan              | Sponsor techniczny | Sponsor strategiczny                 |
| --- | -------------------------- | -------------------- | -------------------- | ------------------ | ------------------------------------ |
| Atalanta BC | Alessandro Ruggeri         | Angelo Gregucci      | Cristiano Doni       | Erreà              | Sit In Sport- Daihatsu               |
| AS Bari | Vincenzo Matarrese         | Gian Piero Ventura   | Jean François Gillet | Erreà              | Radionorba                           |
| Bologna FC 1909 | Francesca Menarini         | Giuseppe Papadopulo  | Marco Di Vaio        | Macron             | COGEI, Cerasarda, BIGPoker.it        |
| Cagliari Calcio | Massimo Cellino            | Massimiliano Allegri | Diego Luis López     | Macron             | Dahlia TV                            |
| Calcio Catania | Antonino Pulvirenti        | Gianluca Atzori      | Giuseppe Mascara     | Legea              | Energia Siciliana                    |
| AC ChievoVerona | Luca Campedelli            | Domenico Di Carlo    | Sergio Pellissier    | Givova             | Banca Popolare di Verona, Merkur-Win |
| ACF Fiorentina | Andrea Della Valle         | Cesare Prandelli     | Riccardo Montolivo   | Lotto              | Toyota                               |
| Genoa CFC | Enrico Preziosi            | Gian Piero Gasperini | Marco Rossi          | Asics              | Gaudi                                |
| FC Internazionale Milano | Massimo Moratti            | José Mourinho        | Javier Zanetti       | Nike               | Pirelli                              |
| Juventus FC | Giovanni Cobolli Gigli     | Ciro Ferrara         | Alessandro Del Piero | Nike               | New Holland                          |
| SS Lazio | Claudio Lotito             | Davide Ballardini    | Tommaso Rocchi       | Puma               | Edileuropa                           |
| AS Livorno Calcio | Aldo Spinelli              | Gennaro Ruotolo      | Francesco Tavano     | Asics              | Banca Carige                         |
| AC Milan | wakant                     | Leonardo Araujo      | Massimo Ambrosini    | Adidas             | Bwin                                 |
| SSC Napoli | Aurelio De Laurentiis      | Roberto Donadoni     | Paolo Cannavaro      | Macron             | Lete                                 |
| US Città di Palermo | Maurizio Zamparini         | Walter Zenga         | Fabrizio Miccoli     | Lotto              | Betshop                              |
| Parma FC | Tommaso Ghirardi           | Francesco Guidolin   | Stefano Morrone      | Erreà              | Navigare, Banca Monte Parma          |
| AS Roma | Rosella Sensi              | Luciano Spalletti    | Francesco Totti      | Kappa              | WIND                                 |
| UC Sampdoria | Riccardo Garrone           | Luigi Delneri        | Angelo Palombo       | Kappa              | ERG                                  |
| AC Siena | Giovanni Lombardi Stronati | Marco Baroni         | Simone Vergassola    | Lotto              | Banca Monte dei Paschi di Siena      |
| Udinese Calcio | Franco Soldati             | Pasquale Marino      | Antonio Di Natale    | Lotto              | Dacia                                |
| Oznaczenia: - Jako sponsora technicznego należy rozumieć firmę, która dostarcza danemu klubowi sprzęt niezbędny do gry - Jako sponsora strategicznego należy rozumieć firmę, która reklamuje się na klatce piersiowej koszulki meczowej |                            |                      |                      |                    |                                      |

## Zmiany trenerów
| Klub            | Były trener          | Powód                    | Data odejścia        | Nowy trener                  | Data zatrudnienia    | Źródło        |
| --------------- | -------------------- | ------------------------ | -------------------- | ---------------------------- | -------------------- | ------------- |
| Atalanta BC     | Luigi Delneri        | Koniec kontraktu         | 1 czerwca 2009       | Angelo Gregucci              | 5 czerwca 2009       | [ 2 ] [ 3 ]   |
| Calcio Catania  | Walter Zenga         | Obopólna zgoda           | 1 czerwca 2009       | Gianluca Atzori              | 1 czerwca 2009       | [ 4 ]         |
| A.C. Milan      | Carlo Ancelotti      | Obopólna zgoda           | 1 czerwca 2009       | Leonardo                     | 1 czerwca 2009       | [ 5 ]         |
| UC Sampdoria    | Walter Mazzarri      | Obopólna zgoda           | 1 czerwca 2009       | Luigi Delneri                | 1 czerwca 2009       | [ 6 ] [ 7 ]   |
| S.S. Lazio      | Delio Rossi          | Koniec kontraktu         | 8 czerwca 2009       | Davide Ballardini            | 16 czerwca 2009      | [ 8 ] [ 9 ]   |
| Bari            | Antonio Conte        | Obopólna zgoda           | 23 czerwca 2009      | Giampiero Ventura            | 29 czerwca 2009      | [ 10 ] [ 11 ] |
| Livorno         | Gennaro Ruotolo      | Koniec pracy             | 9 lipca 2009         | Vittorio Russo               | 13 lipca 2009        | [ 12 ]        |
| AS Roma         | Luciano Spalletti    | Rezygnacja               | 1 września 2009      | Claudio Ranieri              | 2 września 2009      | [ 13 ] [ 14 ] |
| Atalanta BC     | Angelo Gregucci      | Zwolnienie               | 21 września 2009     | Antonio Conte                | 21 września 2009     | [ 15 ]        |
| SSC Napoli      | Roberto Donadoni     | Zwolnienie               | 6 września 2009      | Walter Mazzarri              | 6 września 2009      | [ 16 ]        |
| Bologna FC      | Giuseppe Papadopulo  | Zwolnienie               | 20 października 2009 | Franco Colomba               | 20 października 2009 | [ 17 ]        |
| Livorno         | Vittorio Russo       | Zwolnienie               | 21 października 2009 | Serse Cosmi                  | 21 października 2009 | [ 18 ]        |
| Siena           | Marco Giampaolo      | Zwolnienie               | 29 października 2009 | Marco Baroni                 | 29 października 2009 | [ 19 ]        |
| US Palermo      | Walter Zenga         | Zwolnienie               | 23 listopada 2009    | Delio Rossi                  | 23 listopada 2009    | [ 20 ]        |
| Siena           | Marco Baroni         | Powrót do Pimavery       | 23 listopada 2009    | Alberto Malesani             | 23 listopada 2009    | [ 21 ]        |
| Calcio Catania  | Gianluca Atzori      | Zwolnienie               | 8 grudnia 2009       | Siniša Mihajlović            | 8 grudnia 2009       | [ 22 ]        |
| Udinese Calcio  | Pasquale Marino      | Zwolnienie               | 22 grudnia 2009      | Gianni De Biasi              | 22 grudnia 2009      | [ 23 ]        |
| Atalanta BC     | Antonio Conte        | Rezygnacja               | 7 stycznia 2010      | Walter Bonacina (tymczasowo) | 7 stycznia 2010      | [ 24 ]        |
| Atalanta BC     | Walter Bonacina      | Koniec tymczasowej pracy | 11 stycznia 2010     | Bortolo Mutti                | 11 stycznia 2010     | [ 25 ]        |
| Juventus F.C.   | Ciro Ferrara         | Zwolnienie               | 29 stycznia 2010     | Alberto Zaccheroni           | 29 stycznia 2010     | [ 26 ]        |
| S.S. Lazio      | Davide Ballardini    | Zwolnienie               | 10 lutego 2010       | Edoardo Reja                 | 10 lutego 2010       | [ 27 ]        |
| Udinese Calcio  | Gianni De Biasi      | Zwolnienie               | 21 lutego 2010       | Pasquale Marino              | 21 lutego 2010       | [ 28 ]        |
| Livorno         | Serse Cosmi          | Zwolnienie               | 5 kwietnia 2010      | Gennaro Ruotolo              | 5 kwietnia 2010      | [ 29 ]        |
| Cagliari Calcio | Massimiliano Allegri | Zwolnienie               | 13 kwietnia 2010     | Giorgio Melis (tymczasowo)   | 13 kwietnia 2010     | [ 30 ]        |

## Tabela
| Lp. | Drużyna            | M  | Z  | R  | P  | B+ | B– | +/– | Pkt | Kwalifikacja lub spadek                      |
| --- | ------------------ | -- | -- | -- | -- | -- | -- | --- | --- | -------------------------------------------- |
| 1   | Inter Mediolan (C) | 38 | 24 | 10 | 4  | 75 | 34 | +41 | 82  | Kwalifikacja do fazy grupowej Ligi Mistrzów  |
| 2   | Roma               | 38 | 24 | 8  | 6  | 68 | 41 | +27 | 80  | Kwalifikacja do fazy grupowej Ligi Mistrzów  |
| 3   | Milan              | 38 | 20 | 10 | 8  | 60 | 39 | +21 | 70  | Kwalifikacja do fazy grupowej Ligi Mistrzów  |
| 4   | Sampdoria          | 38 | 19 | 10 | 9  | 49 | 41 | +8  | 67  | Kwalifikacja do rundy play-off Ligi Mistrzów |
| 5   | Palermo            | 38 | 18 | 11 | 9  | 59 | 47 | +12 | 65  | Kwalifikacja do rundy play-off Ligi Europy   |
| 6   | Napoli             | 38 | 15 | 14 | 9  | 50 | 43 | +7  | 59  | Kwalifikacja do rundy play-off Ligi Europy   |
| 7   | Juventus           | 38 | 16 | 7  | 15 | 55 | 56 | −1  | 55  | Kwalifikacja do rundy III Ligi Europy        |
| 8   | Parma              | 38 | 14 | 10 | 14 | 46 | 51 | −5  | 52  |                                              |
| 9   | Genoa              | 38 | 14 | 9  | 15 | 57 | 61 | −4  | 51  |                                              |
| 10  | Bari               | 38 | 13 | 11 | 14 | 49 | 49 | 0   | 50  |                                              |
| 11  | Fiorentina         | 38 | 13 | 8  | 17 | 48 | 47 | +1  | 47  |                                              |
| 12  | Lazio              | 38 | 11 | 13 | 14 | 39 | 43 | −4  | 46  |                                              |
| 13  | Catania            | 38 | 10 | 15 | 13 | 44 | 45 | −1  | 45  |                                              |
| 14  | Chievo Verona      | 38 | 12 | 8  | 18 | 37 | 42 | −5  | 44  |                                              |
| 15  | Udinese            | 38 | 11 | 11 | 16 | 54 | 59 | −5  | 44  |                                              |
| 16  | Cagliari           | 38 | 11 | 11 | 16 | 56 | 58 | −2  | 44  |                                              |
| 17  | Bologna            | 38 | 10 | 12 | 16 | 42 | 55 | −13 | 42  |                                              |
| 18  | Atalanta (R)       | 38 | 9  | 8  | 21 | 37 | 53 | −16 | 35  | Spadek do Serie B                            |
| 19  | Siena (R)          | 38 | 7  | 10 | 21 | 40 | 67 | −27 | 31  | Spadek do Serie B                            |
| 20  | Livorno (R)        | 38 | 7  | 8  | 23 | 27 | 61 | −34 | 29  | Spadek do Serie B                            |

1. 1 2 3  Chievo Verona został sklasyfikowan wyżej dzięki liczbie punktów zdobytych w meczach bezpośrednich: Chievo: 8 pkt, Udinese: 6 pkt, Cagliari: 1 pkt.

## Wyniki
| Gospodarz \ Gość | ATA | BAR | BOL | CAG | CTN | CHV | FIO | GEN | INT | JUV | LAZ | LIV | MIL | NAP | PAL | PAR | ROM | SAM | SIE | UDI |
| Atalanta         |     | 1:0 | 1:1 | 3:1 | 0:0 | 0:1 | 2:1 | 0:1 | 1:1 | 2:5 | 3:0 | 3:0 | 1:1 | 0:2 | 1:2 | 3:1 | 1:2 | 0:1 | 2:0 | 0:0 |
| Bari             | 4:1 |     | 0:0 | 0:1 | 0:0 | 1:0 | 2:0 | 3:0 | 2:2 | 3:1 | 2:0 | 1:0 | 0:2 | 1:2 | 4:2 | 1:1 | 0:1 | 2:1 | 2:1 | 2:0 |
| Bologna          | 2:2 | 2:1 |     | 0:1 | 1:1 | 0:2 | 1:1 | 1:3 | 1:3 | 1:2 | 2:3 | 2:0 | 0:0 | 2:1 | 3:1 | 2:1 | 0:2 | 1:1 | 2:1 | 2:1 |
| Cagliari         | 3:0 | 3:1 | 1:1 |     | 2:2 | 1:2 | 2:2 | 3:2 | 1:2 | 2:0 | 0:2 | 3:0 | 2:3 | 3:3 | 2:2 | 2:0 | 2:2 | 2:0 | 1:3 | 2:2 |
| Catania          | 0:0 | 4:0 | 1:0 | 2:1 |     | 1:2 | 1:0 | 1:0 | 3:1 | 1:1 | 1:1 | 0:1 | 0:2 | 0:0 | 2:0 | 3:0 | 1:1 | 1:2 | 2:2 | 1:1 |
| Chievo Verona    | 1:1 | 1:2 | 1:1 | 2:1 | 1:1 |     | 2:1 | 3:1 | 0:1 | 1:0 | 1:2 | 2:0 | 1:2 | 1:2 | 1:0 | 0:0 | 0:2 | 1:2 | 0:1 | 1:1 |
| Fiorentina       | 2:0 | 2:1 | 1:2 | 1:0 | 3:1 | 0:2 |     | 3:0 | 2:2 | 1:2 | 0:0 | 2:1 | 1:2 | 0:1 | 1:0 | 2:3 | 0:1 | 2:0 | 1:1 | 4:1 |
| Genoa            | 2:0 | 1:1 | 3:4 | 5:3 | 2:0 | 1:0 | 2:1 |     | 0:5 | 2:2 | 1:2 | 1:1 | 1:0 | 4:1 | 2:2 | 2:2 | 3:2 | 3:0 | 4:2 | 3:0 |
| Inter Mediolan   | 3:1 | 1:1 | 3:0 | 3:0 | 2:1 | 4:3 | 1:0 | 0:0 |     | 2:0 | 1:0 | 3:0 | 2:0 | 3:1 | 5:3 | 2:0 | 1:1 | 0:0 | 4:3 | 2:1 |
| Juventus         | 2:1 | 3:0 | 1:1 | 1:0 | 1:2 | 1:0 | 1:1 | 3:2 | 2:1 |     | 1:1 | 2:0 | 0:3 | 2:3 | 0:2 | 2:3 | 1:2 | 5:1 | 3:3 | 1:0 |
| Lazio            | 1:0 | 0:2 | 0:0 | 0:1 | 0:1 | 1:1 | 1:1 | 1:0 | 0:2 | 0:2 |     | 4:1 | 1:2 | 1:1 | 1:1 | 1:2 | 1:2 | 1:1 | 2:0 | 3:1 |
| Livorno          | 1:0 | 1:1 | 0:1 | 0:0 | 3:1 | 0:2 | 0:1 | 2:1 | 0:2 | 1:1 | 1:2 |     | 0:0 | 0:2 | 1:2 | 2:1 | 3:3 | 3:1 | 1:2 | 0:2 |
| Milan            | 3:1 | 0:0 | 1:0 | 4:3 | 2:2 | 1:0 | 1:0 | 5:2 | 0:4 | 3:0 | 1:1 | 1:1 |     | 1:1 | 0:2 | 2:0 | 2:1 | 3:0 | 4:0 | 3:2 |
| Napoli           | 2:0 | 3:2 | 2:1 | 0:0 | 1:0 | 2:0 | 1:3 | 0:0 | 0:0 | 3:1 | 0:0 | 3:1 | 2:2 |     | 0:0 | 2:3 | 2:2 | 1:0 | 2:1 | 0:0 |
| Palermo          | 1:0 | 1:1 | 3:1 | 2:1 | 1:1 | 3:1 | 3:0 | 0:0 | 1:1 | 2:0 | 3:1 | 1:0 | 3:1 | 2:1 |     | 2:1 | 3:3 | 1:1 | 1:0 | 1:0 |
| Parma            | 1:0 | 2:0 | 2:1 | 0:2 | 2:1 | 2:0 | 1:1 | 2:3 | 1:1 | 1:2 | 0:2 | 4:1 | 1:0 | 1:1 | 1:0 |     | 1:2 | 1:0 | 1:0 | 0:0 |
| Roma             | 2:1 | 3:1 | 2:1 | 2:1 | 1:0 | 1:0 | 3:1 | 3:0 | 2:1 | 1:3 | 1:0 | 0:1 | 0:0 | 2:1 | 4:1 | 2:0 |     | 1:2 | 2:1 | 4:2 |
| Sampdoria        | 2:0 | 0:0 | 4:1 | 1:1 | 1:1 | 2:1 | 2:0 | 1:0 | 1:0 | 1:0 | 2:1 | 2:0 | 2:1 | 1:0 | 1:1 | 1:1 | 0:0 |     | 4:1 | 3:1 |
| Siena            | 0:2 | 3:2 | 1:0 | 1:1 | 3:2 | 0:0 | 1:5 | 0:0 | 0:1 | 0:1 | 1:1 | 0:0 | 1:2 | 0:0 | 1:2 | 1:1 | 1:2 | 1:2 |     | 2:1 |
| Udinese          | 1:3 | 3:3 | 1:1 | 2:1 | 4:2 | 0:0 | 0:1 | 2:0 | 2:3 | 3:0 | 1:1 | 2:0 | 1:0 | 3:1 | 3:2 | 2:2 | 2:1 | 2:3 | 4:1 |     |

## Najlepsi strzelcy
| Bramki | Strzelcy          | Drużyna    |
| ------ | ----------------- | ---------- |
| 29 (6) | Antonio Di Natale | Udinese    |
| 22 (4) | Diego Milito      | Inter      |
| 19 (3) | Giampaolo Pazzini | Sampdoria  |
| 19 (6) | Fabrizio Miccoli  | Palermo    |
| 15 (1) | Alberto Gilardino | Fiorentina |
| 14 (1) | Marco Borriello   | Milan      |
| 14 (2) | Mirko Vučinić     | Roma       |
| 14 (4) | Barretto          | Bari       |
| 14 (5) | Francesco Totti   | Roma       |
| 13 (2) | Edinson Cavani    | Palermo    |
| 13 (3) | Alessandro Matri  | Cagliari   |

## Skład mistrzów
| Zwycięzca Serie A 2009/10 |
| ------------------------- |
| Inter Mediolan 18 Tytuł   |

| formacja | Piłkarz (liczba meczów) |
| --- | ----------------------- |
| Júlio César Maicon Lúcio Samuel Chivu Zanetti Cambiasso T. Motta Sneijder Milito Eto'o | Júlio César (38)        |
| Júlio César Maicon Lúcio Samuel Chivu Zanetti Cambiasso T. Motta Sneijder Milito Eto'o | Maicon (32)             |
| Júlio César Maicon Lúcio Samuel Chivu Zanetti Cambiasso T. Motta Sneijder Milito Eto'o | Lúcio (31)              |
| Júlio César Maicon Lúcio Samuel Chivu Zanetti Cambiasso T. Motta Sneijder Milito Eto'o | Walter Samuel (27)      |
| Júlio César Maicon Lúcio Samuel Chivu Zanetti Cambiasso T. Motta Sneijder Milito Eto'o | Cristian Chivu (21)     |
| Júlio César Maicon Lúcio Samuel Chivu Zanetti Cambiasso T. Motta Sneijder Milito Eto'o | Javier Zanetti (37)     |
| Júlio César Maicon Lúcio Samuel Chivu Zanetti Cambiasso T. Motta Sneijder Milito Eto'o | Esteban Cambiasso (31)  |
| Júlio César Maicon Lúcio Samuel Chivu Zanetti Cambiasso T. Motta Sneijder Milito Eto'o | Thiago Motta (26)       |
| Júlio César Maicon Lúcio Samuel Chivu Zanetti Cambiasso T. Motta Sneijder Milito Eto'o | Wesley Sneijder (26)    |
| Júlio César Maicon Lúcio Samuel Chivu Zanetti Cambiasso T. Motta Sneijder Milito Eto'o | Diego Milito (35)       |
| Júlio César Maicon Lúcio Samuel Chivu Zanetti Cambiasso T. Motta Sneijder Milito Eto'o | Samuel Eto'o (32)       |
| Júlio César Maicon Lúcio Samuel Chivu Zanetti Cambiasso T. Motta Sneijder Milito Eto'o | Trener: José Mourinho   |
| Pozostałe piłkarze: Dejan Stanković (29), Sulley Muntari (27), Mario Balotelli (26), Iván Córdoba (21), Goran Pandev (19), Marco Materazzi (12), Davide Santon (12), Patrick Vieira (12), Goran Pandev (19), Ricardo Quaresma (11), McDonald Mariga (8), Mancini (6), Rene Krhin (5), Marko Arnautović (3), Alen Stevanović (1), David Suazo (1). |                         |